# Oligosita giraulti
Oligosita giraulti är en stekelart som beskrevs av Crawford 1913. Oligosita giraulti ingår i släktet Oligosita och familjen hårstrimsteklar.
Artens utbredningsområde är:
- Costa Rica.
- Guyana.
- Panama.

Inga underarter finns listade i Catalogue of Life.